# Mickey van der Hart
Mickey van der Hart (Amstelveen, 13 juni 1994) is een Nederlandse voetbaldoelman. Medio 2025 tekende hij een driejarig contract bij het Zuid-Afrikaanse Cape Town City na een verblijf bij Heerenveen.

## Clubcarrière

### Ajax
Van der Hart speelde sinds 2007 in de jeugdopleiding van Ajax, daarvoor speelde hij bij AFC.
In het seizoen 2011/12 kende van der Hart een seizoen bij de A1 van Ajax. Met de A1 werd hij landskampioen en werd de finale van de The NextGen Series bereikt. Op 2 maart 2013 werd bekendgemaakt door Ajax dat Van der Hart een contract had getekend tot en met 30 juni 2015. In juni 2012 werd Van der Hart uitgeroepen tot Talent van de Toekomst.
Nadat derde doelman Jeroen Verhoeven bij Ajax vertrok na afloop van het seizoen 2011/12, werd Van der Hart door trainer Frank de Boer in 2012/13 bij de selectie gehaald als derde doelman. Doordat eerste doelman Kenneth Vermeer en tweede doelman Jasper Cillessen het gehele seizoen 2012/13 inzetbaar waren geweest, bleef een debuut in het eerste uit voor Van der Hart. Hij speelde veelal zijn wedstrijden in Jong Ajax en af en toe in de A1 van Ajax. Op 9 augustus 2013 maakte van der Hart zijn debuut in het betaald voetbal in de tweede wedstrijd van Jong Ajax in de Jupiler League, uit bij FC Oss.
Op 28 oktober 2013, een dag voor de KNVB Beker wedstrijd thuis tegen ASWH, maakte Frank de Boer bekend dat Van der Hart het doel zou gaan verdedigen. Een dag later, op 29 oktober 2013, maakte Van der Hart zijn officiële debuut voor Ajax in de KNVB Beker wedstrijd die met 4-1 werd gewonnen van ASWH.

### Verhuur aan Go Ahead Eagles
Ajax maakte op 12 juni 2014 bekend dat Van der Hart per direct verhuurd werd aan Go Ahead Eagles. Daarnaast meldde Ajax dat het met Van der Hart een mondeling akkoord bereikt had over de verlenging van zijn contract, dat liep tot en met 30 juni 2015. De nieuwe en verbeterde verbintenis ging in op 1 juli 2014 en loopt tot en met 30 juni 2016. Tijdens de eerste speelronde in de Eredivisie moest Van der Hart genoegen nemen met een plek op de reservebank, omdat trainer Foeke Booy de voorkeur gaf aan Erik Cummins. In de KNVB Beker wedstrijd tegen Feyenoord op 24 september 2014 die met 2-0 werd gewonnen, kreeg hij de voorkeur boven Cummins en volgde zijn officiële debuut bij Go Ahead. Doordat Cummins een blessure opliep op de training maakte Van der Hart op 2 november 2014 zijn competitiedebuut voor Go Ahead Eagles in een thuiswedstrijd tegen Heracles Almelo, die met 3-1 werd verloren. Trainer Booy gaf eind november aan dat hij tot de winterstop eerste keeper bleef van Go Ahead, ondanks dat Cummins weer volledig in training was. Ook na de winterstop bleef Van der Hart eerste keeper bij Go Ahead. In de wedstrijd tegen zijn werkgever Ajax op 8 februari 2015 trapte van der Hart in de slotfase bij een 1-1 tussenstand ongelukkig over een terugspeelbal van Wesley Verhoek heen waardoor Ajax de wedstrijd alsnog wist te winnen. Tijdens het slot van de competitie moest van der Hart opnieuw plaats nemen op de bank achter Cummins. Ook tijdens de play-offs om promotie/degradatie moest hij toekijken vanaf de bank. Met Cummins onder de lat wist Go Ahead Eagles echter niet te winnen van De Graafschap waardoor het degradeerde uit de Eredivisie.

### Terugkeer bij Ajax
Na zijn terugkeer bij Ajax koos trainer Frank de Boer voor Diederik Boer als tweede doelman en André Onana als derde doelman, hierdoor moest Van der Hart genoegen nemen met een plek bij Jong Ajax.

### PEC Zwolle
Op 14 augustus 2015 werd bekendgemaakt dat Van de Hart per direct de overstap maakte naar PEC Zwolle. Van de Hart tekende hier voor één jaar, met een optie voor nog een seizoen. Hij moest bij Zwolle beginnen als tweede doelman achter Kevin Begois. In de KNVB Beker-wedstrijd tegen Feyenoord op 24 september 2015 raakte eerste doelman Begois geblesseerd tijdens de warming-up wat betekende dat Van der Hart debuteerde onder de lat bij PEC Zwolle. Derde doelman Boy de Jong was met Zwolle niet meegereisd naar Rotterdam waardoor veldspeler Trent Sainsbury als tweede doelman op de bank plaats nam. Zwolle verloor deze wedstrijd met 3-0. Van der Hart ontwikkelde zich dusdanig bij PEC dat hij na de winterstop werd gepromoveerd tot eerste doelman. Begin maart besloot PEC de optie in het aflopende contract van Van der Hart te lichten waardoor zijn contract met twee seizoenen werd verlengd. In zijn eerste seizoen bij PEC Zwolle kwam hij tot 18 officiële wedstrijden. Na vijf seizoenen bij de Zwollenaren, stapte hij transfervrij over naar Lech Poznań uit Polen.

### Lech Poznań
Medio 2019 tekende Van der Hart bij het Poolse Lech Poznań. Hij was dat meteen seizoen meteen eerste keeper, tot hij juli 2020 geblesseerd raakte. Hij maakte pas in januari 2021 zijn rentree, maar was wel meteen weer eerste keeper. In september 2021 werd hij gepasseerd door Filip Bednarek. In het seizoen 2021/22 werd Van der Hart kampioen van Polen met Lech, maar hij vertrok.

### FC Emmen
In de zomer van 2022 kwam Van der Hart terug naar Nederland, bij FC Emmen, dat toen uitkwam in de Eredivisie. Aan het begin van het seizoen zat hij nog op de bank, maar daarna passeerde hij Eric Oelschlägel om eerste keeper te worden. Hij speelde dat seizoen 25 wedstrijden voor Emmen onder de lat. Ook speelde hij alle wedstrijden van de degradatieplay-offs, waaronder de finalewedstrijden tegen Almere City FC. Deze werden beiden verloren, waarna de club degradeerde naar de Keuken Kampioen Divisie.

### sc Heerenveen
Nadat Emmen gedegradeerd was, nam sc Heerenveen Van der Hart transfervrij over. Hij werd tweede keeper achter Andries Noppert. Hij maakte zijn debuut voor de Friezen in de KNVB Beker op 31 oktober 2023, tegen VVV-Venlo (5-1). Vanaf februari 2024 werd Van der Hart eerste keeper.

## Clubstatistieken

### Beloften
| Seizoen | Club      |                    | Competitie     | Competitie | Competitie |
| Seizoen | Club      | Wed.               | Competitie     | Dlp.       |            |
| ------- | --------- | ------------------ | -------------- | ---------- | ---------- |
| 2013/14 | Jong Ajax | Vlag van Nederland | Eerste divisie | 27         | 0          |
| Totaal  | Totaal    | Totaal             | Totaal         | 27         | 0          |

### Senioren
| Seizoen         | Club              | Competitie      | Competitie | Competitie | Beker | Beker | Overig 1 | Overig 1 | Totaal | Totaal |
| Seizoen         | Club              | Competitie      | Wed.       | Dlp.       | Wed.  | Dlp.  | Wed.     | Dlp.     | Wed.   | Dlp.   |
| --------------- | ----------------- | --------------- | ---------- | ---------- | ----- | ----- | -------- | -------- | ------ | ------ |
| 2012/13         | Ajax              | Eredivisie      | 0          | 0          | 0     | 0     | 0        | 0        | 0      | 0      |
| 2013/14         | Ajax              | Eredivisie      | 0          | 0          | 1     | 0     | 0        | 0        | 1      | 0      |
| 2014/15         | → Go Ahead Eagles | Eredivisie      | 22         | 0          | 2     | 0     | 0        | 0        | 24     | 0      |
| 2015/16         | PEC Zwolle        | Eredivisie      | 18         | 0          | 1     | 0     | —        | —        | 19     | 0      |
| 2016/17         | PEC Zwolle        | Eredivisie      | 34         | 0          | 3     | 0     | —        | —        | 37     | 0      |
| 2017/18         | PEC Zwolle        | Eredivisie      | 1          | 0          | 3     | 0     | —        | —        | 4      | 0      |
| 2018/19         | PEC Zwolle        | Eredivisie      | 29         | 0          | 2     | 0     | —        | —        | 31     | 0      |
| 2019/20         | Lech Poznań       | Ekstraklasa     | 34         | 0          | 5     | 0     | —        | —        | 39     | 0      |
| 2020/21         | Lech Poznań       | Ekstraklasa     | 15         | 0          | 0     | 0     | 0        | 0        | 15     | 0      |
| 2021/22         | Lech Poznań       | Ekstraklasa     | 16         | 0          | 3     | 0     | 0        | 0        | 19     | 0      |
| 2022/23         | FC Emmen          | Eredivisie      | 25         | 0          | 3     | 0     | 4        | 0        | 6      | 0      |
| 2023/24         | sc Heerenveen     | Eredivisie      | 12         | 0          | 2     | 0     | 0        | 0        | 14     | 0      |
| 2024/25         | sc Heerenveen     | Eredivisie      | 18         | 0          | 2     | 0     | 0        | 0        | 20     | 0      |
| Carrière totaal | Carrière totaal   | Carrière totaal | 224        | 0          | 28    | 0     | 4        | 0        | 256    | 0      |

Bijgewerkt t/m 4 maart 2025.

## Interlandcarrière

### Jeugelftallen
Van der Hart begon zijn loopbaan als jeugdinternational voor Nederland onder 18 jaar. Voor dit team speelde hij twee vriendschappelijke wedstrijden. Daarnaast kwam hij ook nog uit voor het team onder 19 jaar. Voor dat team
werd hij door bondscoach Wim van Zwam geselecteerd voor de selectie voor het EK 2013 onder 19 in Litouwen. Hij kwam in alle drie de groepsduels in actie, waarvan er één werd gewonnen en twee verloren. Nederland was uitgeschakeld.
| Jeugdinterlands van Mickey van der Hart | Jeugdinterlands van Mickey van der Hart | Jeugdinterlands van Mickey van der Hart | Jeugdinterlands van Mickey van der Hart | Jeugdinterlands van Mickey van der Hart | Jeugdinterlands van Mickey van der Hart |
| Team (№ interlands)                     | Datum                                   | Wedstrijd                               | Uitslag                                 | Soort Wedstrijd                         | Doelpunten                              |
| Als speler bij Ajax                     | Als speler bij Ajax                     | Als speler bij Ajax                     | Als speler bij Ajax                     | Als speler bij Ajax                     | Als speler bij Ajax                     |
| --------------------------------------- | --------------------------------------- | --------------------------------------- | --------------------------------------- | --------------------------------------- | --------------------------------------- |
| Onder 18 (1.)                           | 11 november 2011                        | Nederland - Roemenië                    | 1 – 1                                   | Vriendschappelijk                       |                                         |
| Onder 18 (2.)                           | 29 februari 2012                        | Duitsland - Nederland                   | 1 – 0                                   | Vriendschappelijk                       |                                         |
| Onder 19 (1.)                           | 7 september 2012                        | Nederland - Griekenland                 | 2 – 1                                   | Vriendschappelijk                       | 0                                       |
| Onder 19 (2.)                           | 9 oktober 2012                          | Nederland - Malta                       | 5 – 0                                   | EK-kwalificatie Litouwen '13            | 0                                       |
| Onder 19 (3.)                           | 14 oktober 2012                         | Nederland - Polen                       | 3 – 1                                   | EK-kwalificatie Litouwen '13            | 0                                       |
| Onder 19 (4.)                           | 20 juli 2013                            | Litouwen - Nederland                    | 2 – 3                                   | EK Litouwen 2013 groepsfase             | 0                                       |
| Onder 19 (5.)                           | 23 juli 2013                            | Nederland - Portugal                    | 1 – 3                                   | EK Litouwen 2013 groepsfase             | 0                                       |
| Onder 19 (6.)                           | 26 juli 2013                            | Nederland - Spanje                      | 2 – 3                                   | EK Litouwen 2013 groepsfase             | 0                                       |

### Jong Oranje
Op 2 augustus 2013 werd bekendgemaakt dat bondscoach Albert Stuivenberg Van der Hart had opgeroepen voor de 32 koppige voorselectie van Jong Oranje. Dit was de eerste keer dat hij deel uitmaakte van een selectie van Jong Oranje. Op 9 augustus 2013 werd bekendgemaakt dat Van der Hart niet tot de definitieve selectie van 22 spelers behoorde. Hij werd voor de EK-kwalificatiewedstrijden met Jong Schotland en Jong Luxemburg op 5 en 9 september 2013 opnieuw opgenomen in de voorselectie. Deze keer haalde hij ook de definitieve selectie.
Op 14 oktober 2013 maakte Van der Hart zijn debuut voor Jong Oranje, in een vriendschappelijke wedstrijd tegen Jong Oostenrijk die met 3-0 werd verloren verving hij in de rust Warner Hahn.
| Interlands van Mickey van der Hart Jong Oranje | Interlands van Mickey van der Hart Jong Oranje | Interlands van Mickey van der Hart Jong Oranje | Interlands van Mickey van der Hart Jong Oranje | Interlands van Mickey van der Hart Jong Oranje | Interlands van Mickey van der Hart Jong Oranje |
| #                                              | Datum                                          | Wedstrijd                                      | Uitslag                                        | Soort Wedstrijd                                | Doelpunten                                     |
| Als speler bij Ajax                            | Als speler bij Ajax                            | Als speler bij Ajax                            | Als speler bij Ajax                            | Als speler bij Ajax                            | Als speler bij Ajax                            |
| ---------------------------------------------- | ---------------------------------------------- | ---------------------------------------------- | ---------------------------------------------- | ---------------------------------------------- | ---------------------------------------------- |
| 1.                                             | 14 oktober 2013                                | Nederland - Oostenrijk                         | 0 – 3                                          | Vriendschappelijk                              |                                                |
| 2.                                             | 18 november 2013                               | Frankrijk - Nederland                          | 1 – 1                                          | Vriendschappelijk                              |                                                |
| 3.                                             | 5 maart 2014                                   | Nederland - Israël                             | 0 – 1                                          | Vriendschappelijk                              |                                                |
| 4.                                             | 13 november 2014                               | Duitsland - Nederland                          | 3 – 1                                          | Vriendschappelijk                              |                                                |
| 5.                                             | 3 september 2015                               | Nederland - Cyprus                             | 4 – 0                                          | EK-kwalificatie '17                            |                                                |
| 6.                                             | 8 september 2015                               | Turkije - Nederland                            | 0 – 1                                          | EK-kwalificatie '17                            |                                                |
| Als speler bij PEC Zwolle                      |                                                |                                                |                                                |                                                |                                                |
| 7.                                             | 11 oktober 2015                                | Nederland - Slowakije                          | 1 – 3                                          | EK-kwalificatie '17                            |                                                |
| 8.                                             | 12 november 2015                               | Nederland - Wit-Rusland                        | 1 – 0                                          | EK-kwalificatie '17                            |                                                |
| 9.                                             | 18 november 2015                               | Slowakije - Nederland                          | 4 – 2                                          | EK-kwalificatie '17                            |                                                |
| 10.                                            | 25 maart 2016                                  | Noorwegen - Nederland                          | 0 – 1                                          | Vriendschappelijk                              |                                                |

## Erelijst
Met  Ajax
| Nationaal            |    |            |
| Eredivisie           | 2x | 2013, 2014 |
| Johan Cruijff Schaal | 1x | 2013       |

Persoonlijk
| Nederland                   |    |      |
| Ajax Talent van de Toekomst | 1x | 2012 |

## Familie
Van der Hart is een kleinzoon van Cor van der Hart.